# The Little French Girl
The Little French Girl è un film del 1925 diretto da Herbert Brenon e girato a Hamilton alle Bermuda. Prodotto dalla Famous Players (la futura Paramount), venne presentato in prima al Rivoli di New York.  La bambina interprete del film era l'undicenne Mary Brian che l'anno prima aveva interpretato Wendy in Peter Pan diretta sempre da Brenon.

## Trama
Una bambina - orfana di un soldato inglese ucciso in guerra - viene allevata dalla famiglia del padre morto che la toglie alla madre francese.

## Produzione
Il film fu prodotto dalla Famous Players (la futura Paramount) e venne girato a Hamilton (Bermuda), nella residenza del Governatore e, per gli interni, ai Kaufman Astoria Studios - 3412 36th Street, nel Queens a New York.

## Distribuzione
Il film venne presentato in prima al Rivoli di New York, distribuito dalla Paramount Pictures.
La pellicola è considerata perduta.